# Amfora (hrušeň)

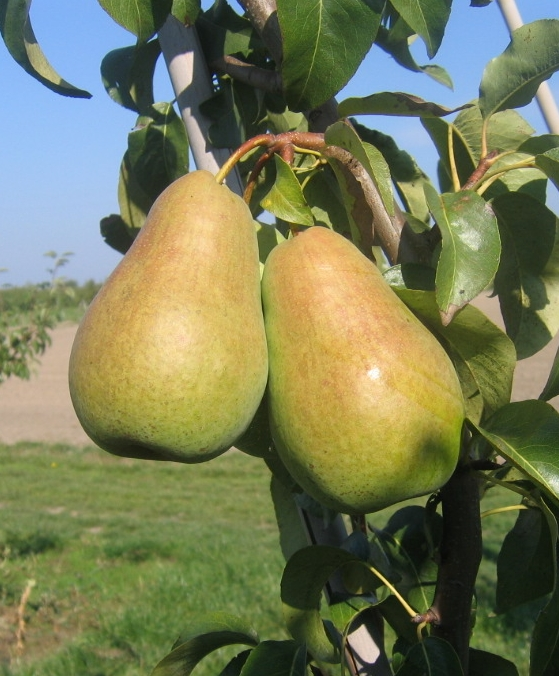
'Amfora', plody na stromě

Amfora (Pyrus communis 'Amfora') je ovocný strom, kultivar druhu hrušeň obecná z čeledi růžovitých. Plody jsou řazeny mezi odrůdy zimních hrušek, sklízí se v říjnu, dozrává v listopadu, skladovatelné jsou do prosince.

## Historie

### Původ
Byla vyšlechtěna v ČR v roce 1995, ve šlechtitelské stanici v Těchobuzicích. Odrůda je křížencem odrůd 'Konference' a 'Holenická'.

## Vlastnosti
Odrůda je cizosprašná. Vhodnými opylovači jsou odrůdy 'Clappova', 'Williamsova', 'Charneuská', 'Decora'.

### Růst
Růst odrůdy je střední. Habitus koruny je mírně rozložitý.

## Plodnost
Plodí časně, hojně a pravidelně.

## Plod
Plod je lahvicovitý, velký. Slupka hladká, žlutozeleně, později žlutě zbarvená. Dužnina je nažloutlá jemná, se sladce navinulou chutí šťavnatá.

## Choroby a škůdci
Odrůda je považována za poměrně odolnou proti strupovitosti a rzivosti. Je náchylná (60,1–80,0 % napadených) vůči spále růžovitých.

## Použití
Je vhodná ke skladování a přímému konzumu. Odrůdu lze použít do středních a teplých poloh, vyhovují živné a vlhké půdy, je středně náročná.